# Чемпіонат Польщі з хокею 1935
Чемпіонат Польщі з хокею 1935 — 8-ий чемпіонат Польщі з хокею, матчі фінальної частини проходили у місті Львові, чемпіоном став клуб Чарні (Львів).

## Кваліфікація
- Краковія Краків — Погонь (Львів) 4:1, 1:1
- Лехія (Львів) — КТХ Криниця 6:1, 3:1

## Фінальний раунд
| М  | Команда         | І | В | Н | П | Ш   | О |
| -- | --------------- | - | - | - | - | --- | - |
| 1. | Лехія (Львів)   | 3 | 2 | 0 | 1 | 7:4 | 4 |
| 2. | Чарні (Львів)   | 3 | 2 | 0 | 1 | 3:2 | 4 |
| 3. | Краковія Краків | 3 | 1 | 1 | 1 | 4:5 | 3 |
| 4. | АЗС Познань     | 3 | 0 | 1 | 2 | 3:6 | 1 |

## Фінальний матч
- Чарні (Львів) — Лехія (Львів) 4:0